# نهاد عکاسی نیویورک
نهاد عکاسی نیویورک (به انگلیسی: The New York Institute of Photography یا NYIP) یک آموزشگاه آنلاین انتفاعی مستقر در حاشیهٔ شهر نیویورک است که دوره‌های گوناگون عکاسی را به دانشجویان سراسر جهان ارائه می‌دهد. این نهاد در حال حاضر ده دوره در زمینه عکاسی ارائه می‌دهد.

## تاریخچه
بر اساس بروشورهای اولیه، نهاد عکاسی نیویورک در سال ۱۹۱۰ توسط امیل برونل تأسیس شد. در آن زمان او نام آموزشگاه را آموزشگاه عکاسی E. Brunel گذاشت. امیل مجسمه‌ساز/هنرمند/عکاس بود که بیشتر به خاطر پرتره‌های افراد مشهور شهرت داشت.
NYIP در سال ۱۹۱۵ به‌طور رسمی به عنوان یک تجارت در دوره عالی ایالت نیویورک ثبت شد.
در روزهای نخست، NYIP یک آموزشگاه شبانه‌روزی بود که دفترهایی در منهتن، بروکلین و شیکاگو داشت. استادها همیشه عکاسان حرفه‌ای بودند. دفاتر منهتن، جایی که مسیر اصلی در ابتدا گسترش یافته بود، ۱٬۴۰۰ متر مربع فضا را پوشش می‌داد. یک دوره مطالعه خانگی در دهه ۱۹۴۰ اضافه شد اما به اندازه سخنرانی‌های حضوری محبوبیت نداشت.
NYIP برای نخستین بار زمانی که شورای ملی مطالعه خانگی کلاس افتتاحیه خود را در سال ۱۹۵۶ اعلام کرد، اعتبار آموزشی دریافت کرد. در همان زمان، شرکت به‌دست هارولد دکف، چاپگری که شرکت انتشارات تریبون را بنیانگذاری کرد، خریداری شد.
در سال ۱۹۷۱، اندکی پس از مرگ هارولد دکف، NYIP ورشکست شد. ماروین دکف، پسر هارولد، حقوق ادامه کار را خرید. در سال ۱۹۷۶، او این تجارت را به دان شف فروخت. ماروین و دان با هم کار کردند تا تجارت را از پایه بازسازی کنند. آنها مطالب آموزشی را بازنویسی کردند، آغاز به آزمایش انواع گوناگون تبلیغات کردند و روی گسترش دوره‌های مطالعه خانگی کار کردند.
علاوه بر دوره‌ها، نهاد عکاسی نیویورک تعدادی کتاب در زمینه‌های گوناگون عکاسی، از جمله کارگردانی تصاویر متحرک و عکاسی متحرک چاپ کرده‌است.
این بخش‌ها در کانادا و بریتانیا نیز وجود دارد. در سال ۲۰۱۲، نهاد عکاسی نیویورک اعلام کرد که با آموزش از راه دور روسیه همکاری می‌کند تا نسخه‌ای به زبان روسی از دوره کامل عکاسی حرفه‌ای خود را ایجاد کند.

## اعتبارسنجی
نهاد عکاسی نیویورک دارای اعتبار ملی برای ارائه آموزش از راه دور توسط گروه اعتباربخشی آموزش از راه دور است. افزون بر این، از آنجایی که آموزشگاه در نیویورک است، مجوز آن توسط بخش آموزش و پرورش ایالت نیویورک صادر شده‌است.
The Better Business Bureau به نهاد عکاسی نیویورک امتیاز A می‌دهد.